# Kristen Leland
Kristen Leland (* 1. Juli 1992 als Kristen Hixson) ist eine US-amerikanische Leichtathletin, die sich auf den Stabhochsprung spezialisiert hat. Ihren größten Erfolg feierte sie mit dem Sieg bei den NACAC-Meisterschaften 2015 in San José.

## Sportliche Laufbahn
Kristen Leland studierte von 2010 bis 2014 an der Grand Valley State University in Michigan und 2015 siegte sie bei den NACAC-Meisterschaften in San José mit übersprungenen 4,50 m. 